# Víctor Curto Ortiz
Víctor Curto Ortiz (Tortosa, 17 de juny de 1982) és un exfutbolista professional català que jugava com a davanter.
Ha disputat 57 partits, amb vuit gols, a Segona Divisió amb el FC Barcelona B, Girona FC i l'Albacete Balompié, tot i que ha jugat la major part de la seva carrera a Segona Divisió B, amb més de 200 partits i 60 gols al servei de 10 equips diferents.

## Carrera esportiva
Curto va començar la seva carrera al CD Tortosa de la seva ciutat natal, abans d'ingressar al planter del FC Barcelona on va jugar principalment a l'equip C, i va marcar en la primera de les seves tot just dues aparicions amb l'equip B, una derrota per 2–3 a casa contra el Novelda CF a Segona Divisió B el 6 de maig de 2001. Després d'una estada al València CF, va passar successivament, any a any, per la SD Huesca, la UE Sant Andreu, el CF Reus Deportiu, el CF Gavà, el Terrassa FC i el CE Alcoià, mai més amunt de la Segona B.
El 7 de juliol de 2010, Curto va signar contracte amb el Girona FC, el seu primer club professional, i hi va jugar sis partits – un com a titular – en una temporada a Segona Divisió. Després va baixar una categoria per jugar més regularment a l'Albacete Balompié. El juliol de 2013, va signar contracte amb el Real Jaén per disputar-hi la primera temporada del club a segona des de feia 11 anys, i hi va marcar sis gols en 40 partits, en què l'equip va acabar descendint.
Curto va marxar a l'estranger per primer cop el 30 de juliol de 2014, quan va signar contracte, conjuntament amb diversos compatriotes, amb el K.A.S. Eupen de la segona divisió belga. En els seus dos anys allà va marcar 27 gols en 56 partits, inclòs un hat-trick el 7 d'octubre de 2015 en una victòria a casa per 6–0 contra el K. Patro Eisden Maasmechelen. Tot i que l'equip va assolir la promoció d'ascens en la seva segona temporada, ell va marxar a mitja temporada a l'Albacete, que va acabar descendint a Segona B.
El 31 d'agost de 2016, Curto va signar per un any amb el Linares Deportivo. Després de marxar per depressió, va signar pel Reial Múrcia CF el següent a canvi de 35,000 euros.
A 35 anys, Curto va aconseguir ser el màxim golejador de la Copa del Rei de futbol 2017–18, en marcar sis gols que van ajudar l'equip a assolir els 32ens de final, quan va caure contra el FC Barcelona. No va jugar aquell emparellament, de tota manera, perquè havia patit una lesió de lligament encreuat poc abans.